# Sevn Alias
Sevn Alias, pseudonimo di Sevaoi Mozaik (Amsterdam, 5 ottobre 1996), è un rapper olandese.

## Biografia
Nasce da padre surinamese e madre surinamese-antillea. Cresce ad Amsterdam-West con ragazzi nordafricani, della quale si appassiona, grazie alla loro musica. Firma con l'etichetta Rotterdam Airlines. È un tifoso dell'Ajax.

## Discografia

### Album in studio
- 2016 – Trap Grammy
- 2017 - Picasso
- 2018 - Oakinn
- 2018 - Recasso
- 2019 - Sirius
- 2020 - Bogey 4 the Win